# The Andorian Incident
The Andorian Incident is de zesde aflevering van de serie Star Trek: Enterprise van 97 afleveringen in totaal.

## Verloop van de aflevering
De bemanning van de USS Enterprise (NX-01) bezoekt een oud Vulcaans klooster, genaamd P'Jem, maar wat als een vreedzaam bezoek bedoeld was, loopt uit op een gijzeling van de bemanning. Het blijkt namelijk dat de Andorianen, een ras dat vijandig tegenover de Vulcans staat, vermoeden dat in het klooster spionage-apparatuur verborgen is, waarmee de Vulcans vermoedelijk het ras zou bespioneren. 
De afvaardiging van het schip, onder leiding van kapitein Jonathan Archer, probeert het schip te bereiken. Nadat dat is gelukt wordt een team naar het klooster geteleporteerd en gaat de bemanning het gevecht met de Andorianen aan. Dat gevecht verplaatst zich van het atrium naar de catacomben, waar inderdaad een gigantisch spionagebouwwerk staat. Meteen wordt het vuren gestaakt en wordt, ondanks protesten van de Vulcans, informatie over de installatie aan de Andorianen gegeven.

## Achtergrondinformatie
- Deze aflevering gaat over het eerste contact tussen mensen en Andorianen en is de eerste Star Trekaflevering sinds de eerste serie waar de Andorianen een prominente rol hebben.
- De gebeurtenissen in deze afleveringen krijgen een grote rol in de series. Onder andere in de afleveringen Breaking the Ice en Shadows of P'Jem wordt nog aandacht besteed aan de gevolgen van de onthulling van het spionagebouwwerk en de daaruit voortvloeiende diplomatische problemen tussen mensen en Vulcans.

## Acteurs

### Hoofdrollen
- Scott Bakula als kapitein Jonathan Archer
- John Billingsley als dokter Phlox
- Jolene Blalock als overste T'Pol
- Dominic Keating als luitenant Malcolm Reed
- Anthony Montgomery als vaandrig Travis Mayweather
- Linda Park als vaandrig Hoshi Sato
- Connor Trinneer als overste Charles "Trip" Tucker III

### Gastacteurs
- Jeffrey Combs als Thy'lek Shran
- Bruce French als Vulcaanse monnik
- Steven Dennis als Tholos
- Jeff Ricketts als Keval
- Richard Tanner als Vulcaanse monnik

### Bijrollen
- Jamie McShane als bemanningslid van de Enterprise

### Bijrollen die niet in de aftiteling vermeld zijn
- Bill Blair als een Vulcaanse monnik
- Solomon Burke junior als bemanningslid Billy
- Steve Chvany als een Vulcaanse monnik
- Amy Kate Connolly als bemanningslid van de Enterprise
- Phil Culotta als bemanningslid van de Enterprise
- Bob Earns als een Vulcaanse monnik
- Evan English als Vaandrig Tanner
- Jack Guzman  als bemanningslid van de Enterprise
- John Jurgens als een Vulcaanse monnik
- John Kepley als een Vulcaanse monnik
- Martin Ko als bemanningslid van de Enterprise
- John Linares als een Vulcaanse monnik
- Monica Parrett als bemanningslid van de Enterprise
- Woody Porter als een Vulcaanse monnik
- Gregg Sargeant als Thon
- Larry Tolliver als een Vulcaanse monnik
- Thelma Tyrell als bemanningslid van de Enterprise
- Cynthia Uhrich als bemanningslid van de Enterprise
- John Wan als bemanningslid van de Enterprise
- Walter Warner als een Vulcaanse monnik
- Gary Weeks als bemanningslid van de Enterprise

### Stuntdubbelgangers
- Vince Deadrick junior als stuntdubbel voor Scott Bakula
- Kim Koscki als stuntdubbel voor Jeffrey Combs